# Pedro Salaverría y Charitu
Pedro Salaverría y Charitu (Santander, 17 d'octubre de 1821 - Sant Sebastià, 5 d'agost de 1896) va ser un hisendista i polític espanyol, ministre d'Hisenda i de Foment durant el regnat d'Isabel II i, novament, ministre d'Hisenda durant el regnat d'Alfons XII.
Treballà com a escrivent al Govern Civil de Burgos i en la Comptadoria de la mateixa província fins a 1838, després va passar a l'Oficina de Rendes i d'allí a Sevilla en 1844. Els seus treballs sobre la tresoreria pública impressionen als seus companys que li criden, en 1854, per formar part del Ministeri d'Hisenda en qualitat de Secretari d'estat.

## Diputat
Va obtenir acta de diputat en el Congrés en els successius processos electores celebrats entre 1858 i 1865 per les circumscripcions de Valladolid (1858) i Santander (1863 - 1865). Amb la Revolució de 1868 es retiraria de la vida política activa a la qual retornaria durant la I República en ser escollit novament diputat, en aquesta ocasió per la província de Burgos, en les eleccions de 1872 repetint aquest escó en els processos electorals de 1873 i 1876 encara que en 1877 renunciaria a la seva acta de diputat per ocupar el càrrec de governador del Banc d'Espanya.

## Ministre
Va ser ministre d'Hisenda entre el 20 de setembre i el 12 d'octubre de 1856, i entre el 30 de juny de 1858 i el 2 de març de 1863 en gabinets presidits per O'Donnell.
Posteriorment, entre l'1 de març i el 16 de setembre de 1864 tornarà a dirigir el ministeri en un govern Mon i, finalment serà novament ministre d'Hisenda entre el 31 de desembre de 1874 i el 25 de juliol de 1876 en una sèrie de governs que presidirien Cánovas i Jovellar.
També seria ministre de Foment entre el 25 d'octubre de 1857 i el 14 de gener de 1858 en un govern Armero.